# Rustico e granoturco
Rustico e granoturco è un dipinto di Piero Giunni. Eseguito nel 1976, appartiene alle collezioni d'arte della Fondazione Cariplo.

## Descrizione
In questa composizione, come tipico della fase matura della produzione di Giunni, il soggetto è rappresentato grazie all'accostamento di «tasselli» cromatici gialli e grigi.

## Storia
Il dipinto venne esposto ad una mostra personale dell'autore allestita presso la Società Permanente a Milano nel 1990; in quell'occasione fu acquistato dalla Fondazione Cariplo.